# Бродская, Валентина Егоровна
Валентина Егоровна Бродская (род. 14 июня 1939) — советская актриса Стерлитамакского русского драматического театра, народная артистка Республики Башкортостан (1995). Почётный гражданин города Стерлитамака, Республики Башкортостан (2016).

## Биография
Бродская Валентина Егоровна родилась 14 июля 1939 года в селе Михайловское Смоленской области.
В 1968 году окончила Ташкентский университет. По окончании университета работала в театрах городов Петропавловск-Камчатский, Ташкент и Фергана.
С 1972 года работает в Стерлитамакском русском драматическом театре.

## Роли в спектаклях
Королева [«Снежная королева» Е. Л. Шварца; дебют, Респ. ТЮЗ им. Ю.Ахунбабаева (Ташкент), 1966], Полина («Солдатская вдова» Н. П. Анкилова), Мария («Родительский день» Н. В. Коляды), Дарья Семёновна («Любовь от нежного сердца» по пьесе «Беда от нежного сердца» В. А. Соллогуба), Надежда («Любовь и голуби» В. П. Гуркина), Софья Ивановна («Пока она умирала» Н. М. Птушкиной), Лисандра («Табор» З.Станку), Медея (одноим. трагедия Ж.Ануя), Василиса Мелентьева («Шестая жена Ивана Грозного» А. Н. Островского).

## Награды и звания
- Народная артистка Республики Башкортостан (1995)
- Заслуженная артистка Башкирской АССР (1985)
- Медаль «Ветеран труда»
- Золотая медаль СТД РФ имени К. С. Станиславского (2014)
- Почётный гражданин города Стерлитамака (2016)
- Диплом им. народной артистки РСФСР Л.А. Лозицкой "За сохранение русской классики на отечественной сцене" (2022)
- Благодарственное письмо депутата Государственной думы федерального собрания Российской Федерации (Дмитрий Певцов, 2023)
- Почётная грамота Союза театральных деятелей Российской Федерации (2024)